# Родолфо Кота
Родолфо Дамян Кота Роблес (на испански: Rodolfo Damián Cota Robles) е мексикански футболист, вратар, който играе за Гуадалахара.

## Кариера
Кота прави своя професионален дебют за Пачука на 21 септември 2007 г. срещу Веракрус.
През 2014 г. Кота е изпратен под заем в Пуебла.
На 11 юни 2015 г. Гуадалахара го привлича под наем, за да създаде конкуренция с младия Хосе Антонио Родригес, след като ветеранът на клуба Луис Ернесто Мичел е продаден на Синалоа.

### Национален отбор
Родолфо Кота играе на Световното първенство по футбол за младежи до 20 г. през 2007 г. За мъжкия отбор дебютира на 1 юни 2017 г. в приятелски мач срещу Ирландия.

## Отличия
Пуебла
- Купа MX: Клаусура 2015[1]

Гуадалахара
- Лига MX: Клаусура 2017[2]
- Купа MX: Апертура 2015,[3] Клаусура 2017[4]
- Суперкупа MX: 2016[5]